# Fabiania
Fabiania es un género de foraminífero bentónico de la subfamilia Fabianiinae, de la familia Cymbaloporidae, de la superfamilia Planorbulinoidea, del suborden Rotaliina y del orden Rotaliida. Su especie tipo es Patella (Cymbiola) cassis. Su rango cronoestratigráfico abarca desde el Thanetiense (Paleoceno superior) hasta el Priaboniense (Eoceno superior).

## Clasificación
Fabiania incluye a las siguientes especies:
- Fabiania cassis †
  - Fabiania cassis pustulosa †
- Fabiania indica †
- Fabiania macgowrani †
- Fabiania marki †
- Fabiania pentagonalis †
- Fabiania pulla †
- Fabiania saipanensis †
- Fabiania satellitia †